# Gzenaya Al Janoubia
Gzenaya Al Janoubia  (in arabo اكزناية الجنوبية‎?) è un centro abitato e comune rurale del Marocco situato nella provincia di Taza, regione di Fès-Meknès. Conta una popolazione di 9 937 abitanti (censimento 2014).